# William Adam de Blair Adam
Pour les articles homonymes, voir William Adam et Adam (homonymie).
William Adam (2 août 1751-17 février 1839) est un avocat, homme politique et juge écossais. Il est solliciteur général pour l'Écosse (1802-1805) et Lord Chief Commissioner of the Court of Session (1815-1839) .
Sa contribution la plus importante au droit écossais est probablement l'introduction du procès par jury dans les affaires civiles (non pénales).

## Biographie
William Adam est le seul fils survivant de Jean Ramsay et John Adam de Blairadam, architecte et maître maçon au Board of Ordnance en Ecosse, de Maryburgh, Kinross. Son oncle est l'architecte Robert Adam . Blairadam House où il est né se trouve juste au nord de Kelty dans le Fife, mais sur une route secondaire isolée.
Il fait ses études au lycée d'Édimbourg, puis étudie le droit à l'université d'Édimbourg et à Christ Church, à Oxford . Il entre à Lincoln's Inn à partir de 1769, pour se qualifier comme avocat anglais. Il est admis à la Faculté des avocats en 1773 et est finalement admis au barreau anglais en 1782.
Adam représente un certain nombre de circonscriptions au Parlement. Il est député de l'arrondissement pourri de Gatton de 1774 à 1780. Il représente Wigtown Burghs de 1780 à 1784. Il est un candidat du Trésor pour ce siège, en tant que partisan de Lord North. Il se présente à un autre siège de Burgh écossais Elgin Burghs 1784-1790. De 1790 à 1794, il siège pour Ross-shire. Son dernier siège parlementaire est le Kincardineshire, qu'il représente de 1806 jusqu'à ce qu'il devienne juge en janvier 1812.
Adam adopte une ligne très dure sur les questions américaines au début de sa carrière politique. Il critique son futur chef politique Frederick North pour avoir été trop conciliant avant le déclenchement des combats. Cependant, après avoir suivi une voie indépendante jusqu'au 25 novembre 1779, il annonce alors à la Chambre des communes qu'il soutient désormais Lord North. Après cela, il devient un ami fidèle et un défenseur de North.

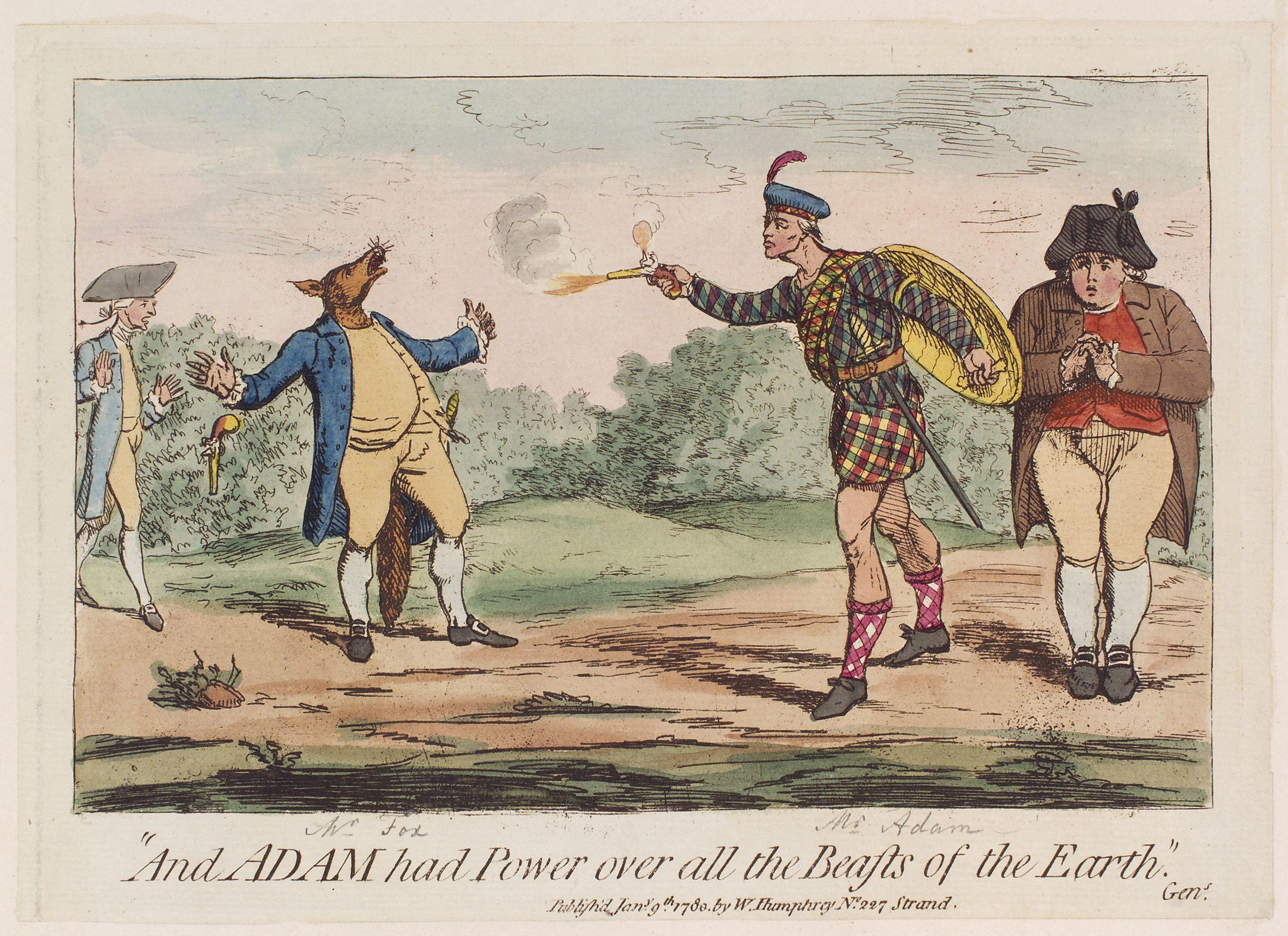
Caricature de William Adam, par James Gillray, représentant son duel avec Charles James Fox

Adam déteste particulièrement la figure de proue de l'opposition Charles James Fox. À un moment donné, ils se battent en duel. Il attaque également Fox verbalement au Parlement.
Adam est nommé au poste politique mineur de trésorier de l'Ordnance. Il occupe cette fonction à deux reprises, d'abord entre septembre 1780 et mai 1782 et de nouveau d'avril à décembre 1783.
Les 17 et 18 février 1783, Adam prend la parole et vote contre la paix avec les États-Unis. Après cela, malgré son animosité passée envers Charles James Fox, Adam préconise la Coalition Fox-North, comme le seul moyen d'empêcher le parti de Lord North de devenir politiquement hors de propos.
Adam est actif dans la collecte d'informations détaillées sur les circonscriptions écossaises, pour aider ses alliés politiques.
Par la suite, Adam s'implique moins dans la politique au fur et à mesure qu'il développe sa carrière au barreau anglais. Grâce à son amitié avec le prince de Galles, il est nommé solliciteur général d'Écosse (1802-1805), puis procureur général du prince (1805-1806). De 1806 à 1815, il est chancelier du duché de Cornouailles .
Adam est Lord-lieutenant du Kinross-shire de 1802 jusqu'à sa mort. Il est un ami de Walter Scott. En 1812, il publie Vitruvius Scoticus, une collection des projets architecturaux de son grand-père William Adam (architecte), que l'aîné William lance pour la première fois en 1727 .
Pendant la régence du prince de Galles, Adam reçoit une charge judiciaire en Écosse. Entre 1814 et 1819, il est baron de la cour écossaise de l'Échiquier . Adam devient membre du Conseil privé le 17 mars 1815. Il devient lord commissaire en chef du tribunal écossais des jurés de 1815 jusqu'à sa mort.
En 1832-3, son domicile est au 31 Charlotte Square à Édimbourg.
Il meurt à Édimbourg le 17 février 1839 et est enterré à Greyfriars Kirkyard . Il repose dans l'immense caveau familial construit pour son grand-père, l'architecte William Adam, face à son père, John Adam. Le caveau se trouve au sud-ouest de l'église, devant la prison des Covenanters.

## Famille
Le 7 mai 1777, William Adam épouse Eleanora Elphinstone (décédée le 4 février 1800), fille de Charles, 10e Lord Elphinstone. Ils ont six enfants :
1. John Adam (administrateur) (4 mai 1779-4 juin 1825), fonctionnaire de la Compagnie britannique des Indes orientales, exerce les fonctions de gouverneur général par intérim de l'Inde en 1823.
2. Charles (6 octobre 1780-16 septembre 1853), amiral de la Royal Navy, député,
3. William George KC (6 décembre 1781-16 mai 1839), avocat, comptable général de la Cour de chancellerie.
4. Frédéric (17 juin 1784-17 août 1853), général de l'armée britannique, gouverneur de Madras 1832-1837.
5. François James (24 mars 1791-8 juin 1820) est mort de la fièvre jaune en mer avec Charles
6. Clementina (décédée le 29 octobre 1877), mariée le 27 avril 1807, John Anstruther-Thomson [6].